# Ferrovia Lana-Postal
La ferrovia Lana di Sopra-Postal era una linea regionale a scartamento ordinario e a trazione elettrica che collegava il centro abitato di Lana alla stazione di Lana-Postal, posta sulla linea Bolzano-Merano.

## Storia

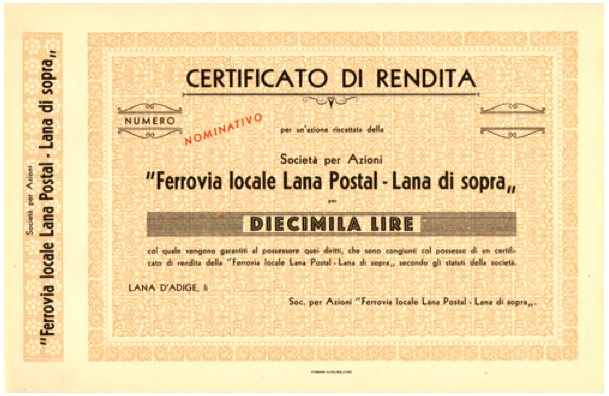
Certificato di Rendita della Ferrovia Locale Lana Postal-Lana di Sopra

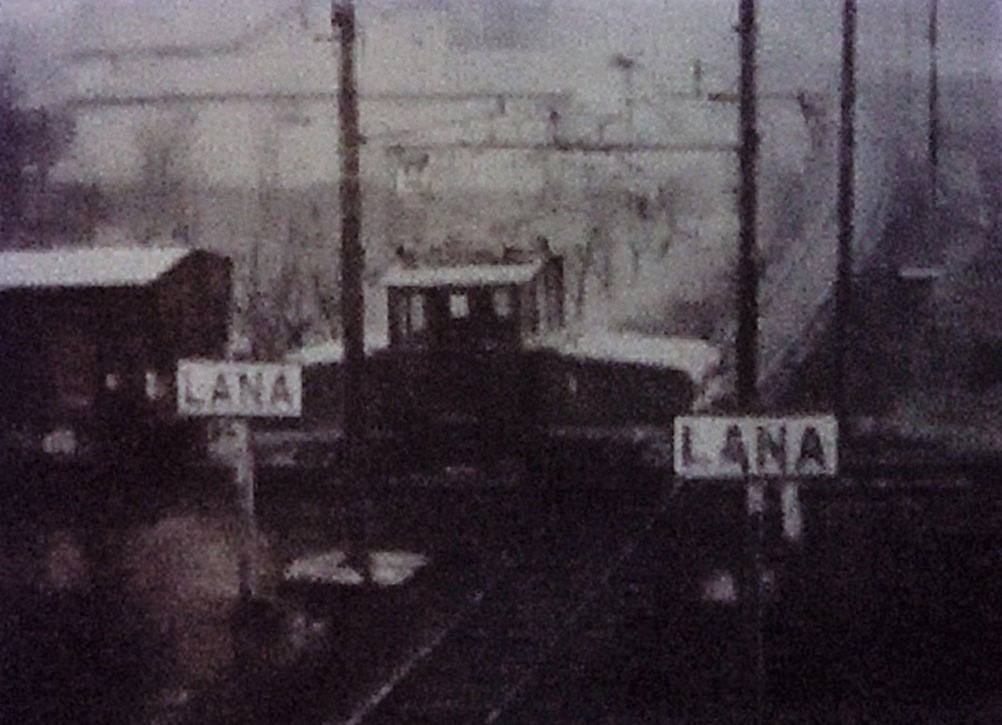
Un carico di mele presso la stazione di Lana-Postal

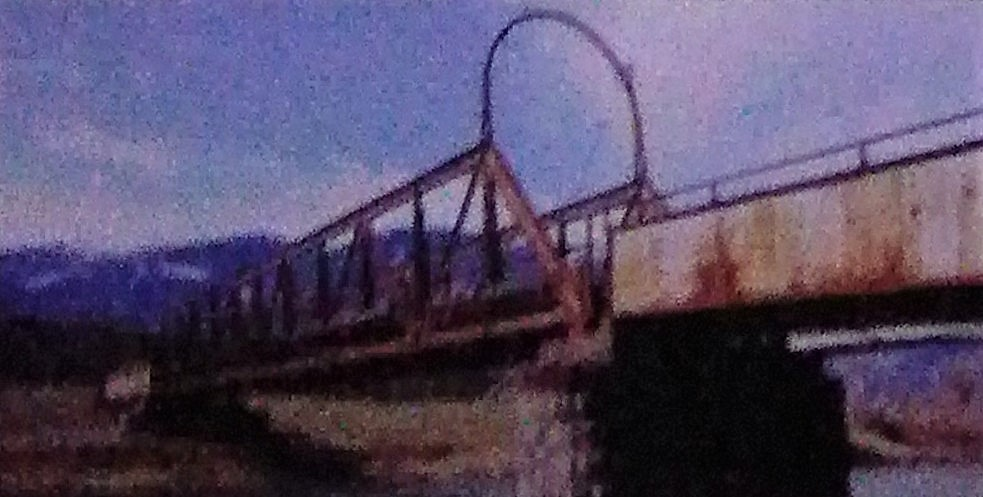
Ponte in ferro prima del restauro

Dopo l'accantonamento di diversi progetti in tal senso, la costruzione di una linea che collegasse l'abitato di Lana con la ferrovia Bolzano-Merano fu avviata nel 1912 su iniziativa e progetto del pioniere locale Luis Zuegg allo scopo di sostenere un intenso traffico passeggeri e di trasportare merci, prevalentemente frutta, verso gli stabilimenti in cui questa veniva lavorata. Per questa ragione l'impianto prese il nomignolo di Apfelexpress ("espresso delle mele").
L'inaugurazione ufficiale della ferrovia si tenne il 13 dicembre 1913 in virtù della concessione novantennale ottenuta il precedente 8 dicembre 1913, e l'apertura al traffico avvenne il giorno successivo. Il traffico, che non fu mai interrotto nemmeno nei periodi delle due guerre mondiali, era articolato in una ventina di coppie al giorno.
La gestione della linea, inizialmente affidata alla Kaiserlich-königliche österreichische Staatsbahnen (KkStB), in seguito al passaggio all'Italia del Sudtirolo passò dapprima alle Ferrovie dello Stato, per poi essere affidata alla Società Anonima Tranvia Lana Postali-Lana di Sopra, poi trasformata in Società per Azioni Ferrovia Locale Lana Postali-Lana di Sopra.
Dopo alcuni anni il passivo d'esercizio obbligò la società esercente a sopprimere il trasporto passeggeri sull'intera linea, sostituito da autobus, mantenendo attiva per il trasporto merci la sola tratta da Lana di Sotto alla stazione di Lana-Postal; la tratta Lana di Sopra-Lana di Sotto fu chiusa il 25 luglio 1959, e smantellata nel 1962.
Soprattutto in virtù del traffico merci verso gli stabilimenti della Zuegg, fabbrica specializzata nel trattamento della frutta, la tratta Postal-Lana di Sotto restò invece in uso fino a quando, il 31 marzo 1974, l'esercizio terminò definitivamente.

## Caratteristiche
La lunghezza complessiva della linea era di 4300 metri, di cui 1859 in sede propria. La quota del pian del ferro all'origine era di 264 m e alla fine di 314 m. La pendenza massima era del 46 per mille, con raggio minimo delle curve di 60 m.
Il binario era armato con rotaie sia di tipo Vignoles, applicate nei tratti in sede propria, le quali erano lunghe 12,50 metri del peso di 26 kg/m con quindici traverse in sede propria, sia di tipo Phoenix, utilizzate nei tronchi su strada ordinaria, le quali erano lunghe 15 metri e del peso di 56,80 kg/m. In totale la linea contava undici fermate, la velocità ammessa era di 25 km/h.
| Unused urban continuation backward |

| Unknown route-map component "exmBHFa" |

| Unknown route-map component "exhKRZWae" |

| Unknown route-map component "exHST" |

| Unknown route-map component "exHST" |

| Unknown route-map component "exhKRZWae" |

| Unknown route-map component "STR+l" | Unknown route-map component "xKRZ" | Unknown route-map component "CONTfq" |

| Station on track | Unknown route-map component "exBHF" |  |

| Unknown route-map component "eKRWg+l" | Unknown route-map component "exKRWr" |  |

| Unknown route-map component "CONTr+g" |

### Percorso

Planimetria della stazione di Lana-Postal

Correndo a fianco delle strade, la linea aveva il carattere di una tranvia interurbana. Essa originava nella parte orientale del piazzale di stazione di Lana-Postal e, dopo una stretta curva verso ovest, attraversava con un caratteristico incrocio a 90° la ferrovia Bolzano-Merano che richiese l'interposizione lungo la linea aerea di alimentazione di un tratto isolato.
Venne realizzato un ponte in ferro lungo 52,5 metri costruito dall'impresa di costruzioni dell'ing. Gridl, una delle opere più impressionanti del tratto progettato da Josef Riehl. Purtroppo il ponte tripartito che oltrepassava il fiume Adige si è progressivamente degradato data anche dalla chiusura della linea ferroviaria. Dal 2005 è iniziata la progettazione che si è conclusa nell'aprile 2011 con lo spostamento di alcune decine di metri per reimpiegarlo quale sede di una pista ciclabile, il binario affiancava dunque a sud la strada provinciale n. 69 fino all'intersezione con via Zuegg, con un tratto privo di separazione lato strada che, per l'originaria palificazione in legno e la presenza dei meleti, appariva particolarmente suggestivo. Da qui il binario serviva il centro di Lana di Sotto (Niederlana) per poi volgere verso nord ovest alla volta della centrale piazza Tribus, ov'era presente una seconda fermata.
L'ultimo tratto seguiva il tracciato della via Andreas Hofer fino a Lana di Sopra (Oberlana), con un capolinea posto nelle adiacenze di quello della tranvia Lana-Merano.

## Materiale rotabile

Vettura passeggeri 1

La ferrovia fu in origine dotata di un parco motore costituito da tre elettromotrici 23.0 per il trasporto dei passeggeri, a due assi e cassa con doghe di legno, e da due locomotori serie 1084 a due assi con cabina centrale e avancorpi.
Tutti i mezzi furono costruiti dalla Maschinen und Waggonbau Fabrik AG di Simmering con equipaggiamenti elettrici Siemens-Schuckert ed erano caratterizzati da una particolare presa di corrente a stanghe idonea a garantire una buona presa di corrente nonostante la catenaria a filo semplice non contrappesato. L'alimentazione elettrica era in corrente continua a 750 volt.

Una delle locomotive in servizio

I locomotori, che pesavano 20 tonnellate e avevano velocità massima di 20 km/h, erano equipaggiati di doppio sistema di aggancio e repulsione: a imbuto tranviario e con maglia e respingenti di tipo ferroviario. L'impresa ferroviaria possedeva inoltre un carro scala con impalcato in legno per la manutenzione della linea aerea.
In seguito alla chiusura della linea le elettromotrici passeggeri vennero demolite, mentre i locomotori adibiti al trasporto merci furono conservati. L'infrastruttura fu in buona parte smantellata negli anni ottanta.
Nel 1993 il locomotore I venne esposto in una mostra presso il capolinea inferiore della funivia del Renon, insieme ad un locomotore a cremagliera della ferrovia del Renon.
Dal novembre 1998, dopo un parziale restauro, il locomotore II fu esposto nel centro di Lana di Sotto in piazza Tribus e in seguito spostato in Via Dogana quale monumento. Nel luglio 2012 una seconda motrice restaurata fu posta nei pressi dell'argine destro dell'Adige in prossimità del vecchio ponte ferroviario ed è visibile percorrendo la superstrada Merano-Bolzano.

## Galleria d'immagini

Vettura passeggeri 2
Vettura passeggeri 3
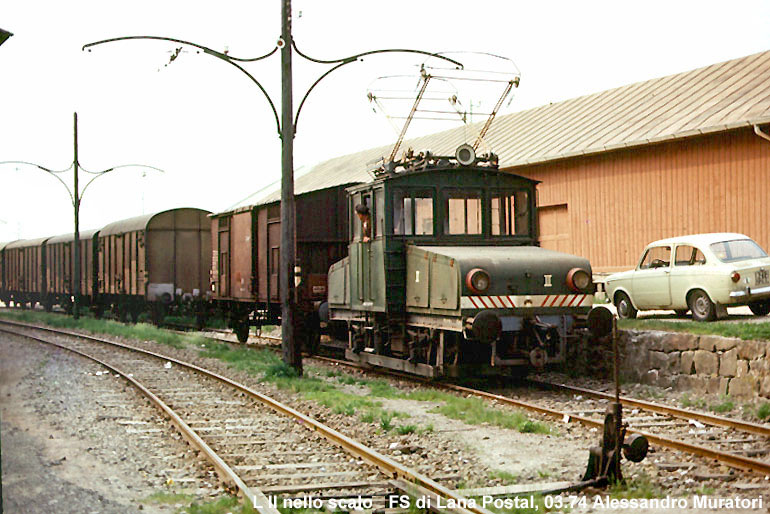
Locomotore II nel 1974